# Capo S. Giovanni
Capo S. Giovanni este o arie protejată (arie specială de conservare — SAC, sit de importanță comunitară — SCI) din Italia întinsă pe o suprafață de 341 ha, din care 84 % marine.

## Localizare
Centrul sitului Capo S. Giovanni este situat la coordonatele 37°55′32″N 15°56′10″E / 37.925556°N 15.936111°E.

## Înființare
Situl Capo S. Giovanni a fost declarat sit de importanță comunitară în septembrie 1995 pentru a proteja 7 specii de animale. Situl a fost protejat și ca arie specială de conservare în iunie 2017.

## Biodiversitate
Situată în ecoregiunea mediteraneană, aria protejată conține 9 habitate naturale: Vegetație anuală la limita mareei, Recifuri, Tufărișuri termo-mediteraneene și de pre-deșert, Dune cu vegetație ierboasă Malcolmietalia, Straturi cu Posidonia (Posidonion oceanicae), Bancuri de nisip acoperite în permanență slab de apă marină, Pseudostepă cu ierburi și specii anuale de Thero-Brachypodietea, Dune mobile cu vegetație embrionară, Dune de pe litoral fixate cu Crucianellion maritimae.
La baza desemnării sitului se află mai multe specii protejate:
- păsări (6): rândunică roșcată (Cecropis daurica), prundăraș de sărătură (Charadrius alexandrinus), barză albă (Ciconia ciconia), egretă mică (Egretta garzetta), flamingo roz (Phoenicopterus roseus), Ptyonoprogne rupestris
- reptile (1): Caretta caretta

Pe lângă speciile protejate, pe teritoriul sitului au mai fost identificate 4 specii de plante, 2 specii de mamifere, 2 specii de reptile.